# Wail al-Shehri
Wail Mohammed al-Shehri (arabisk: وائل الشهري, Wāīl ash-Shehrī; også translittereret Alshehri) (31. juli 1973 – 11. september 2001) var en af de fem mænd, der nævnes af FBI som flykaprere af American Airlines Flight 11 i terrorangrebet den 11. september 2001. Hans bror, Waleed al-Shehri, var også flykaprer og om bord på det samme fly. 
I begyndelsen af 2000 rejste han til Medina for at søge behandling for psykiske problemer. Han og hans yngre bror Waleed rejste til Afghanistan i marts 2000 og sluttede sig til en Al-Qaeda-træningslejr. Brødrene blev udvalgt sammen med andre fra samme region i Saudi-Arabien til, at deltage i angrebene den 11. september. I marts 2001 meddelte han sin sidste vilje på en videooptagelse.